# Kenneth Harlan
Pour les articles homonymes, voir Harlan.

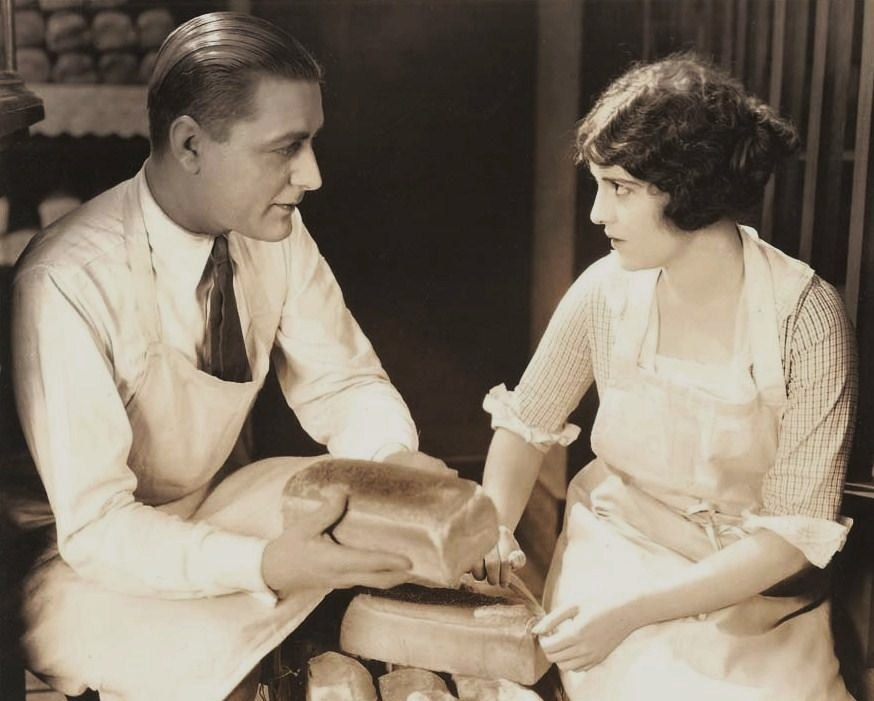
Avec Madge Kennedy, dans Dollars and Sense (1920)

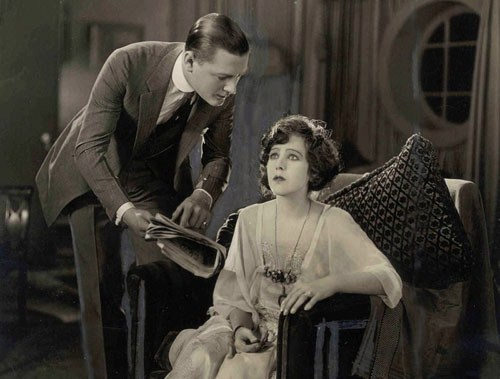
Avec Jewel Carmen, dans Nobody (1921)

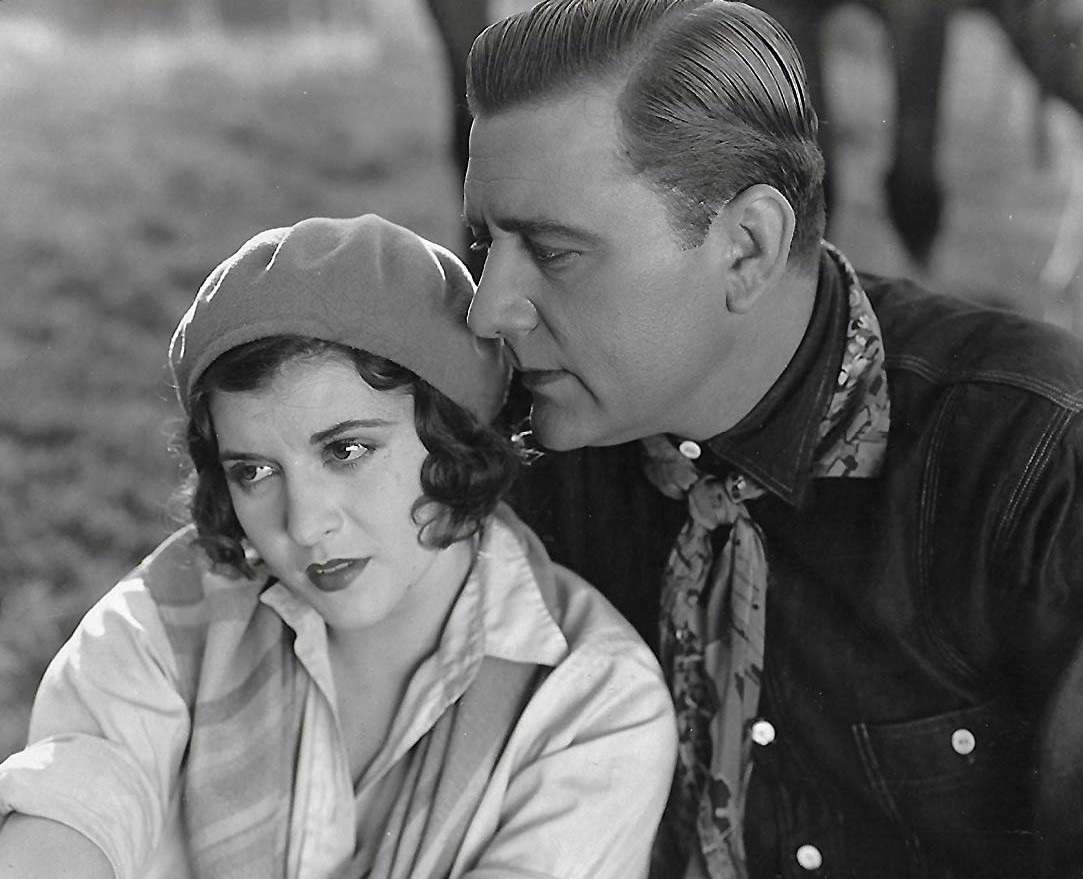
Avec Dorothy Gulliver, dans Under Montana Skies (1930)

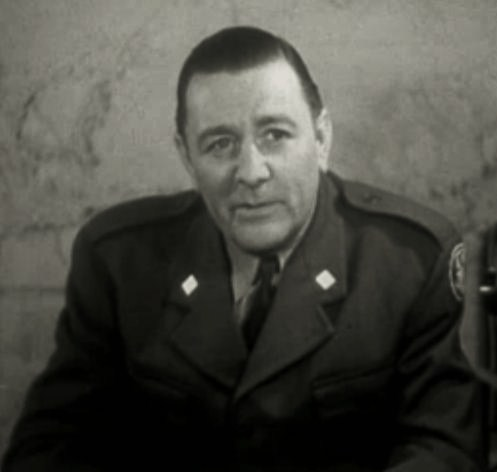
Dans Pride of the Bowery (1940)

Kenneth Harlan est un acteur américain, né le 26 juillet 1895 à Boston (Massachusetts), mort le 6 mars 1967 à Sacramento (Californie).

## Biographie
Neveu de l'acteur Otis Harlan (1865-1940), lui-même débute au cinéma dans cinq films muets sortis en 1917, dont Cheerful Givers de Paul Powell, avec Bessie Love. Jusqu'en 1929, il collabore à soixante-quatorze autres films muets américains, dont Satan de Wallace Worsley (1920, avec Lon Chaney et Claire Adams) et Fleur de Lotus de Chester M. Franklin (premier film tourné en Technicolor, 1922, avec Anna May Wong).
Après le passage au parlant et jusqu'en 1943 (année où il se retire), Kenneth Harlan contribue encore à cent-vingt-et-un films — parfois dans des petits rôles non crédités —, dont des serials et westerns. Mentionnons San Francisco de W. S. Van Dyke (1936, avec Clark Gable et Jeanette MacDonald), Femmes marquées de Lloyd Bacon et Michael Curtiz (1937, avec Bette Davis et Humphrey Bogart), Crépuscule de Joseph Kane (1938, avec Roy Rogers), ou encore Le Voleur de cadavres de Wallace Fox (1942, avec Béla Lugosi et Luana Walters).
Au théâtre, il joue notamment à Broadway (New York) dans deux pièces, respectivement en 1929 et 1933.

## Filmographie partielle
- 1917 : L'Idole de l'Alaska (The Flame of the Yukon) de Charles Miller
- 1917 : Le Contraste (The Price of a Good Time) de Phillips Smalley et Lois Weber
- 1917 : Cheerful Givers de Paul Powell
- 1917 : The Lash of Power de Harry Solter
- 1918 : A Man's Man d'Oscar Apfel
- 1918 : My Unmarried Wife de George Siegmann
- 1918 : The Wine Girl de Stuart Paton
- 1918 : A Model's Confession d'Ida May Park
- 1918 : Midnight Madness de Rupert Julian
- 1918 : Her Body in Bond de Robert Z. Leonard
- 1919 : Dans les bas-fonds (The Hoodlum), de Sidney Franklin
- 1919 : The Microbe de Henry Otto
- 1919 : The Trembling Hour de George Siegmann
- 1920 : Satan (The Penalty) de Wallace Worsley
- 1920 : L'Eau qui dort (The Turning Point) de J.A. Barry
- 1920 : Dangerous Business (en) de Roy William Neill
- 1920 : Le boulanger n'a plus d'écus (Dollars and Sense) de Harry Beaumont
- 1921 : Mama's Affair de Victor Fleming
- 1921 : Woman's Place de Victor Fleming
- 1921 : Le Douzième Juré (Nobody) de Roland West
- 1921 : Lessons in Love de Chester Withey
- 1921 : The Barricade (it) de Christy Cabanne
- 1921 : Dawn of the East d'Edward H. Griffith
- 1922 : Fleur de Lotus (The Toll of the Sea) de Chester M. Franklin
- 1922 : Polly of the Follies de John Emerson
- 1922 : Je suis la loi (I Am the Law) d'Edwin Carewe
- 1922 : La Bourrasque (The Beautiful and Damned) de William A. Seiter
- 1922 : The Married Flapper de Stuart Paton
- 1922 : The Primitive Lover de Sidney Franklin
- 1922 : Received Payment de Charles Maigne
- 1922 : The World's a Stage de Colin Campbell
- 1922 : Thorns and Orange Blossoms de Louis J. Gasnier
- 1923 : Little Church Around the Corner de William A. Seiter
- 1923 : The Virginian (en) de Tom Forman
- 1923 : Temporary Marriage de Lambert Hillyer
- 1923 : East Side – West Side d'Irving Cummings
- 1923 : Les Ailes meurtries (The Broken Wing) de Tom Forman
- 1924 : La Folie d'une femme (White Man) de Louis J. Gasnier
- 1924 : The Virgin d'Alan James
- 1924 : The Man Without a Heart de Burton L. King
- 1924 : Poisoned Paradise de Louis Gasnier
- 1924 : La Papillonne (Butterfly) de Clarence Brown
- 1925 : The Crowded Hour de E. Mason Hopper
- 1925 : The Re-Creation of Brian Kent (en) de Sam Wood
- 1925 : The Marriage Whirl d'Alfred Santell
- 1925 : Bobbed Hair d'Alan Crosland
- 1925 : Ranger of the Big Pines de W. S. Van Dyke
- 1925 : The Golden Strain de Victor Schertzinger
- 1926 : The Ice Flood (en) de George B. Seitz
- 1926 : The Fighting Edge d'Henry Lehrman
- 1926 : Le Lys de Whitechapel (Twinkletoes) de Charles Brabin
- 1926 : The King of the Turf (en) de James P. Hogan
- 1926 : The Sap (en) d'Erle C. Kenton
- 1927 : Easy Pickings de George Archainbaud
- 1927 : Streets of Shanghai de Louis J. Gasnier
- 1927 : Les Voleurs volés (Cheating Cheaters) d'Edward Laemmle
- 1927 : Wilful Youth (en) de Dallas M. Fitzgerald
- 1928 : La Rose de minuit (en) (Midnight Rose) de James Young
- 1928 : United States Smith de Joseph Henabery
- 1928 : Code of the Air de James P. Hogan
- 1930 : Paradise Island de Bert Glennon
- 1930 : Under Montana Skies de Richard Thorpe
- 1931 : Air Police de Stuart Paton
- 1931 : Finger Prints de Ray Taylor (serial)
- 1932 : The Widow in Scarlet de George B. Seitz
- 1932 : L'Aigle de la mort (The Shadow of the Eagle) de Ford Beebe et B. Reeves Eason (serial)
- 1935 : Wanderer of the Wasteland de Otho Lovering
- 1936 : Movie Maniacs (en) de Del Lord
- 1936 : Song of the Saddle de Louis King
- 1936 : Le Mort qui marche (The Walking Dead) de Michael Curtiz
- 1936 : San Francisco de W. S. Van Dyke
- 1936 : La Femme de l'ennemi public (Public Enemy's Wife) de Nick Grinde
- 1936 : Courrier de Chine (China Clipper) de Ray Enright
- 1936 : The Case of the Velvet Claws de William Clemens
- 1937 : Penrod and Sam de William C. McGann
- 1937 : Femmes marquées (Marked Woman) de Lloyd Bacon et Michael Curtiz
- 1937 : Gunsmoke Ranch (en) de Joseph Kane
- 1937 : Le Dernier Round (Kid Galahad) de Michael Curtiz
- 1937 : Voleurs d'or (en) (Blazing Sixes)  de Noel M. Smith
- 1937 : Le Couple invisible (Topper) de Norman Z. McLeod
- 1937 : Dans les mailles du filet (Renfrew of the Royal Mounted) de Albert Herman
- 1937 : Hollywood Hollywood (Something to Sing About) de Victor Schertzinger
- 1937 : Sous-marin D-1 (Submarine D-1) de Lloyd Bacon
- 1938 : Petite Miss Casse-Cou (The Little Adventuress) de D. Ross Lederman
- 1938 : Madame et son clochard (Merrily We Live) de Norman Z. McLeod
- 1938 : Pride of the West (en) de Lesley Selander
- 1938 : Crépuscule (Under Western Stars) de Joseph Kane
- 1938 : Le Duc de West Point (The Duke of West Point) d'Alfred E. Green
- 1939 : Buck Rogers de Ford Beebe et Saul A. Goodkind
- 1939 : Bataille rangée (Range War) de Lesley Selander
- 1939 : The Night of Nights de Lewis Milestone
- 1940 : The Green Hornet (en) de Ford Beebe et Ray Taylor
- 1940 : Murder in the Air de Lewis Seiler
- 1940 : La Malédiction (Doomed to Die) de William Nigh
- 1940 : Prairie Schooners de Sam Nelson
- 1940 : Pride of the Bowery (en) de Joseph H. Lewis
- 1941 : L'Homme de la rue (Meet John Doe) de Frank Capra
- 1941 : Million Dollar Baby de Curtis Bernhardt
- 1941 : Secret Evidence de William Nigh
- 1941 : Paper Bullets ou Gangs, Inc. de Phil Rosen
- 1941 : Desperate Cargo (en) de William Beaudine
- 1941 : Bullets for O'Hara (en) de William K. Howard
- 1941 : Terreur sur la ville (en) (Wide Open Town) de Lesley Selander
- 1941 : King of Dodge City (en) de Lambert Hillyer
- 1941 : Dick Tracy vs. Crime, Inc. (en) de William Witney et John English (serial)
- 1942 : Sleepytime Gal d'Albert S. Rogell
- 1942 : Perils of the Royal Mounted de James W. Horne (serial)
- 1942 : Black Dragons de William Nigh
- 1942 : Hitler – Dead or Alive de Nick Grinde
- 1942 : Klondike Fury de William K. Howard
- 1942 : Le Voleur de cadavres (The Corpse Vanishes) de Wallace Fox
- 1942 : The Dawn Express (en) d'Albert Herman (serial)
- 1942 : Deep in the Heart of Texas (en) d'Elmer Clifton
- 1942 : Phantom Killer de William Beaudine
- 1942 : Wings for the Eagle de Lloyd Bacon
- 1943 : Affaires non classées (Silent Witness) de Jean Yarbrough
- 1943 : You Can't Beat the Law ou Prison Mutiny de Phil Rosen
- 1943 : Wild Horse Stampede (en) d'Alan James
- 1943 : A Stranger in Town de Roy Rowland
- 1943 : Daredevils of the West (en) de John English
- 1943 : The Underdog de William Nigh

## Théâtre à Broadway
- 1929 : White Flame de Robert Lillard, avec Joseph Sweeney
- 1933 : The Curtain Rises de B. M. Kaye, avec Jean Arthur